# Domenico Ghirardelli
Domenico Ghirardelli, chiamato anche Domingo (Rapallo, 21 febbraio 1817 – Rapallo, 17 gennaio 1894), è stato un imprenditore italiano naturalizzato statunitense, fondatore della Ghirardelli & Sons chocolate company di San Francisco.

## Biografia
Domenico Ghirardelli, figlio di Giuseppe Ghirardelli, un mercante di spezie di Genova, e di Maddalena Ferretto, nacque il 21 febbraio 1817 a Rapallo. Finiti gli studi obbligatori, ottenne impiego presso la storica cioccolateria artigianale Romanengo di Genova.
Nel 1837, all'età di vent'anni, Ghirardelli si trasferì in Uruguay, dove in seguito a un incidente rimase vedovo dell'italiana Elisabetta Corsini.

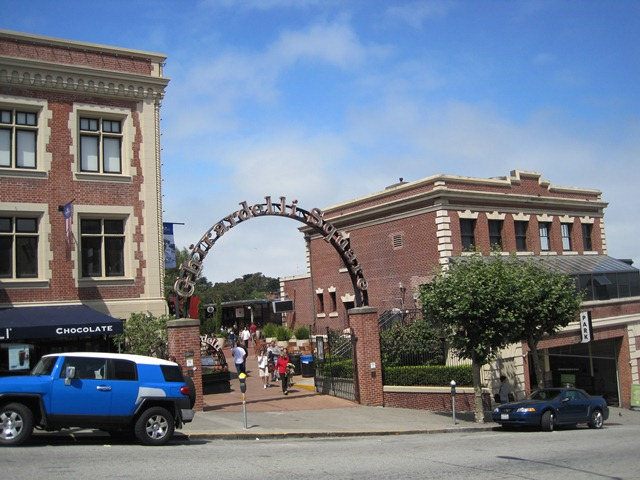
Il centro commerciale Ghirardelli Square

L'anno successivo si trasferì nuovamente, stabilendosi a Lima, in Perù, dove aprì una confetteria. Qui sposò in seconde nozze la peruviana Carmen Alvarado Martín (1830-1887) dalla quale ebbe sette figli, e dove iniziò a utilizzare lo spagnolo Domingo del suo nome di battesimo.
Nel 1849 si recò in California su raccomandazione del suo ex vicino di casa James Lick, uno dei protagonisti della corsa all'oro californiana, assieme al quale l'anno prima aveva acquistato 600 libbre di cioccolato. Dopo aver speso egli stesso alcuni mesi come cercatore, intraprese l'attività di commerciante di cioccolato a servizio dei cercatori. Aprì dunque un negozio a Stockton, che rimase distrutto da un incendio, prima di stabilirsi definitivamente a San Francisco e fondare, nel 1852, la celebre Ghirardelli Chocolate Company.
Ritiratosi in pensione nel 1892, Domingo Ghirardelli lasciò le redini dell’azienda nelle mani dei figli e decise di tornare in Italia presso i propri luoghi d’infanzia; rientrato a Rapallo nel 1892, vi morì due anni dopo il 17 gennaio del 1894, all'età di 77 anni. Riportato negli Stati Uniti d'America, il suo corpo fu sepolto presso il cimitero di Mountain View, a Oakland.

## La fama nel settore del cioccolato

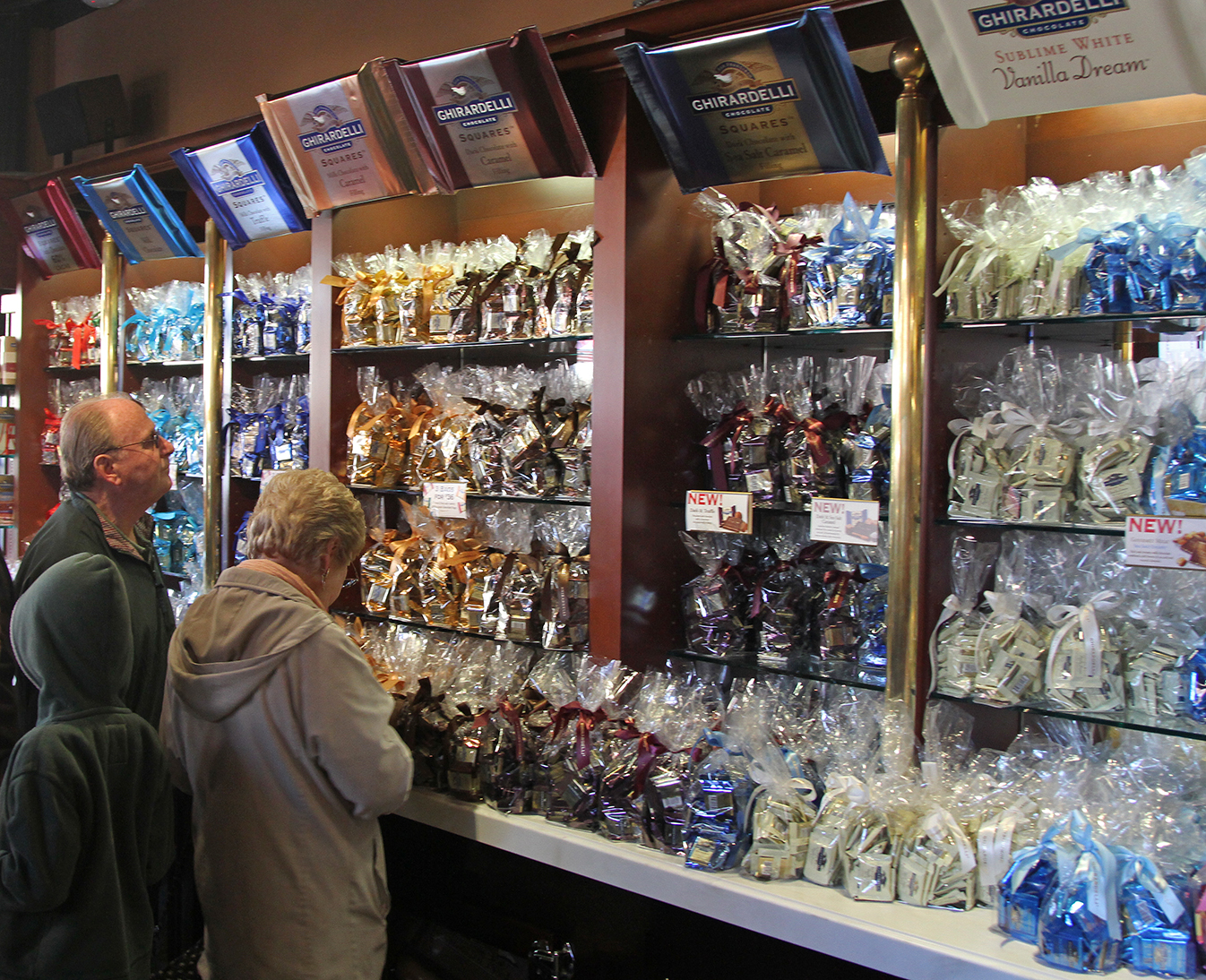
Selezione di prodotti Ghirardelli nel negozio-esposizione presso Ghirardelli Square, a San Francisco

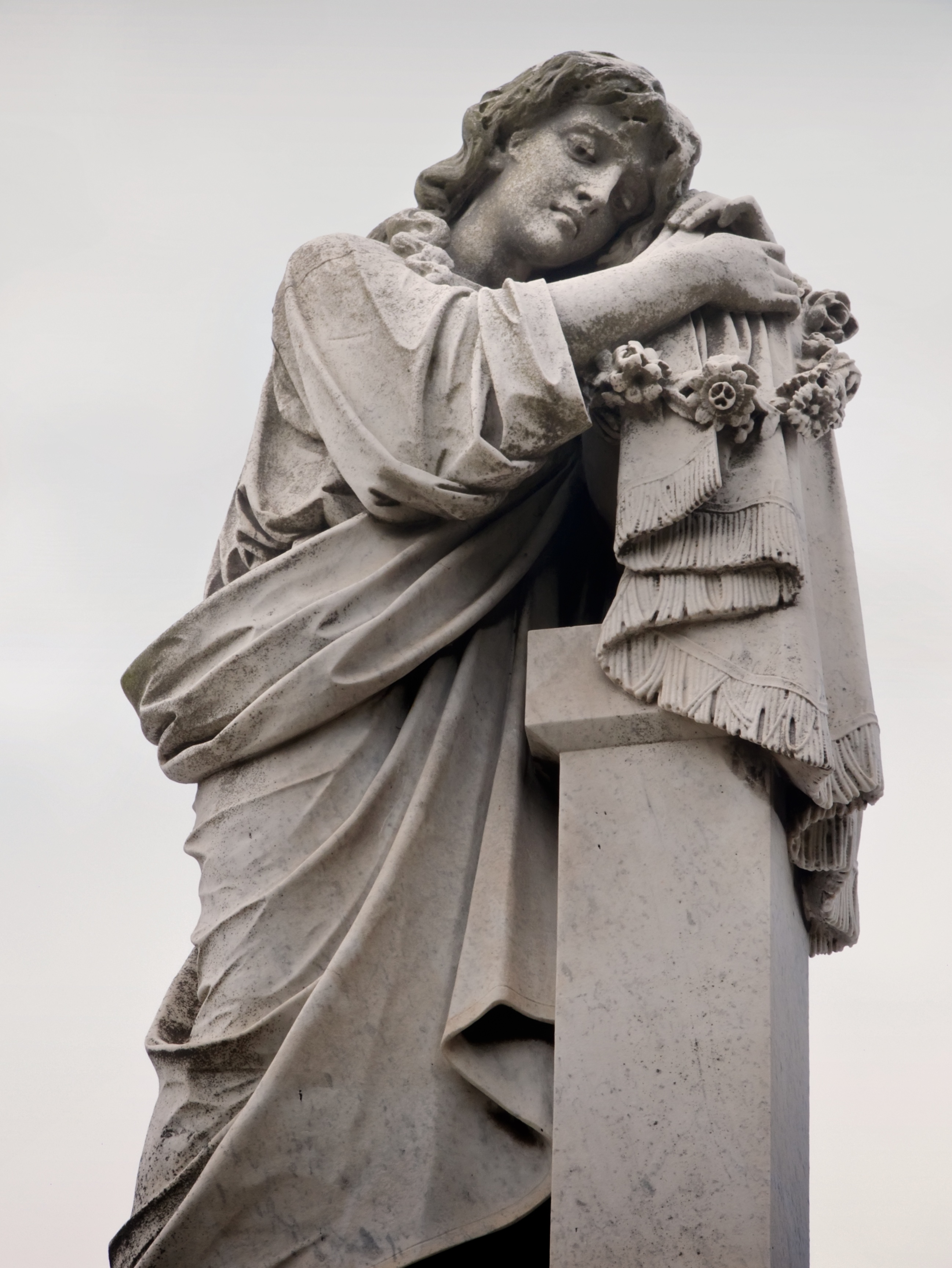
Statua sulla tomba di Ghirardelli

La Ghirardelli Chocolate Company, negli anni divenuta produttore su scala industriale, rese a Ghirardelli il riconoscimento del San Francisco Chronicle quale cioccolatiere di maggior successo della città e rese il suo nome celebre in tutti gli Stati Uniti d'America.
Intorno al 1865, un operaio della Ghirardelli mise a punto una tecnica con la quale, appendendo un sacchetto di semi di cacao in una stanza calda, era possibile privare gli stessi del burro di cacao per sgocciolamento, un residuo che, polverizzato, poteva essere impiegato nella produzione di cioccolato. Tale tecnica, nota come processo Broma, diventò in seguito il metodo più comune per la produzione di cioccolato.
Ghirardelli divenne presto un marchio di successo che contraddistingueva prodotti alimentari (non solo cioccolato, ma anche vini, aperitivi, liquori, caffè e spezie) che viaggiavano su flotta di 30 navi, esportando in Cina, Giappone e Messico e che è sopravvissuto al suo fondatore, il quale aveva dato una nuova sistemazione delle sue industrie nella Pioneer Woolen Mill.
Negli anni sessanta del XX secolo, la società venne acquistata dalla multinazionale svizzera del cioccolato Lindt & Sprüngli e lo stabilimento trasferito nella vicina San Leandro, avviando la trasformazione del primitivo opificio in un centro commerciale denominato Ghirardelli Square.